# Muralla árabe de Murcia
La muralla árabe de Murcia (Región de Murcia, España), es la antigua estructura defensiva de la ciudad, construida durante la etapa andalusí. 
La muralla se mantuvo en uso hasta el final del carácter fronterizo del Reino de Murcia en 1488. Posteriormente comenzó una fase de abandono favorecido por el crecimiento de la ciudad. Los viejos muros pasaron a utilizarse en nuevas construcciones edificadas encima, también se reformaron las puertas que daban acceso a la vieja medina, que fueron las últimas estructuras de la muralla en desaparecer, en la segunda mitad del siglo XIX. 
En la segunda mitad del siglo XX, numerosas excavaciones arqueológicas sacaron a la luz diversos tramos de la vieja muralla, hoy en día visitables, ya sean trozos que se encuentran al aire libre, en sótanos de diversos edificios o el que se halla en el Centro de Interpretación Madina Mursiya

## Historia
La primera muralla (siglo IX)
La primera muralla que defendió a la ciudad de Murcia tuvo que ser construida en el siglo IX, con la fundación de la que se llamaría Madinat Mursiya por iniciativa de Abderramán II, el 25 de junio del año 825.
Además de defender la nueva ciudad, la muralla se ideó para protegerla de las periódicas crecidas, ante el emplazamiento de la urbe en el centro de un valle aluvial, originariamente rodeada en tres de sus cuatro flancos por el río Segura y sus meandros. 
Se tiene constancia indirecta de su existencia gracias a Ibn Hayyan, que relata que las tropas omeyas sometieron a la ciudad a un duro asedio de diez días en agosto del año 896, por lo que cabe concluir que Murcia estaba ya por entonces suficientemente fortificada. De la misma manera, al-Razi la califica como "lugar bien defendido" en el siglo X.
La gran muralla de los siglos XI-XII
La muralla árabe de la que se conservan restos hoy día es un sistema defensivo posiblemente posterior. En el siglo XI, Madinat Mursiya vivió una gran expansión económica y poblacional, llegando a convertirse en capital de su propio reino taifa, que concluyó en 1092 tras la invasión almorávide. Fue posiblemente en aquel periodo cuando, ante las necesidades de una ciudad en expansión, comenzara la edificación de la muralla árabe que hoy conocemos, tanto la que rodeaba la medina como la que protegía el arrabal de la Arrixaca. En ese sentido, el geógrafo Al-Idrisi la describiría de esta forma bajo la dominación almorávide en su obra Nuzhat al-Mushtak:

Capital del país de Tudmir, está situada en una llanura sobre los bordes del río Blanco, de ella depende un arrabal floreciente y bien poblado que, así como la villa, está rodeado de murallas y de fortificaciones muy sólidas.

Años después, bajo el gobierno del rey taifa Ibn Mardanis (el Rey Lobo) (1147-1172), convertida Murcia en el centro de resistencia andalusí frente el imperio almohade, es muy probable que el sistema defensivo fuera reforzado ante las necesidades militares y un nuevo aumento de población.

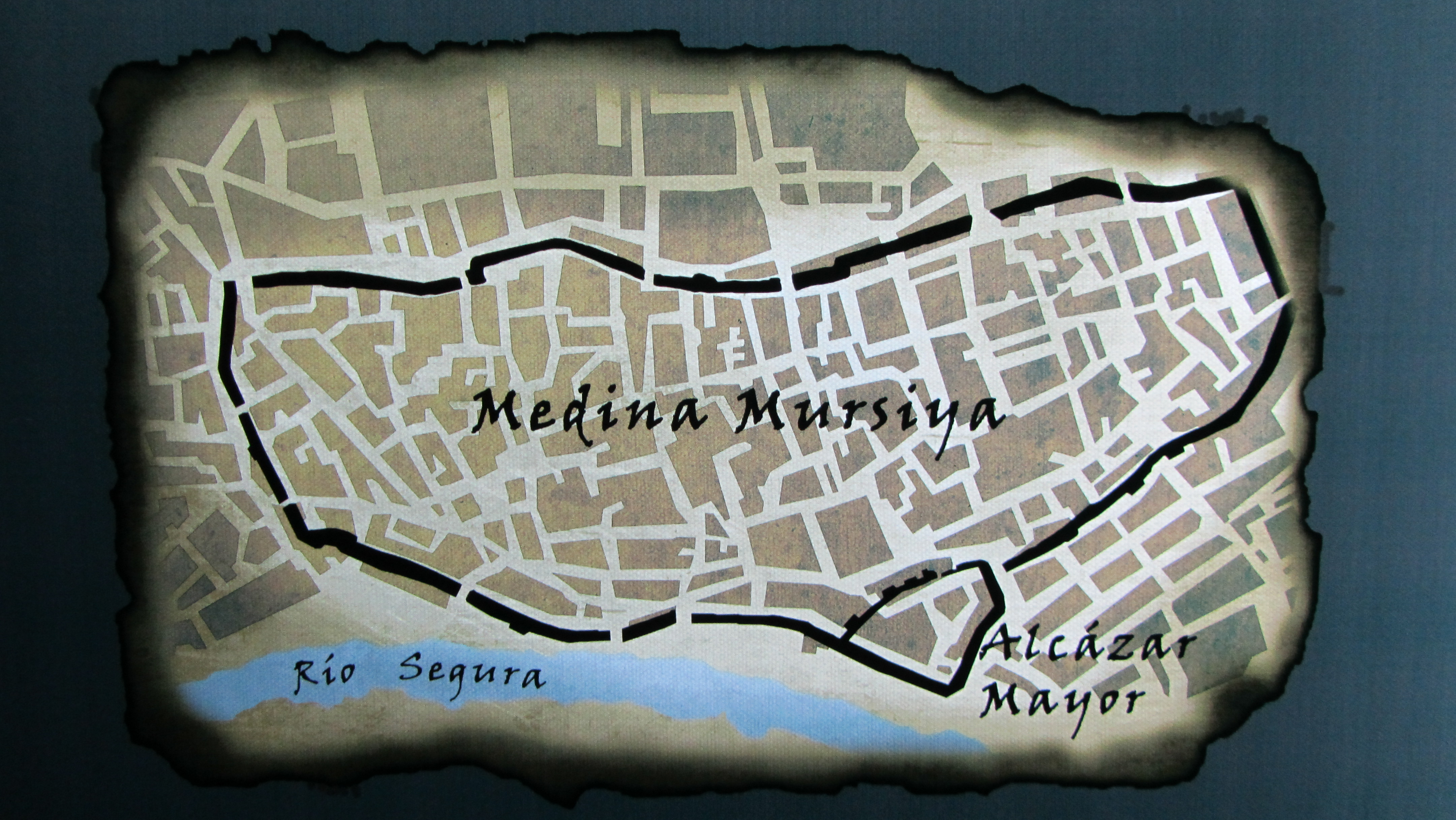
Imagen del trazado de la muralla árabe con la medina en su interior, el Alcázar Mayor y los arrabales.

El diseño geométrico en sección de la muralla árabe de Murcia estaba compuesto por foso exterior que se salvaba mediante puentes, un revellín (o antemuro) que también contó con diversas fases constructivas (siendo la última a comienzos del siglo XIII, quizás durante el emirato de Ibn Hud), una barbacana o camino de ronda entre el revellín y el muro de la cerca principal, y una muralla torreada. El total de torres de la muralla principal superaba las 90.

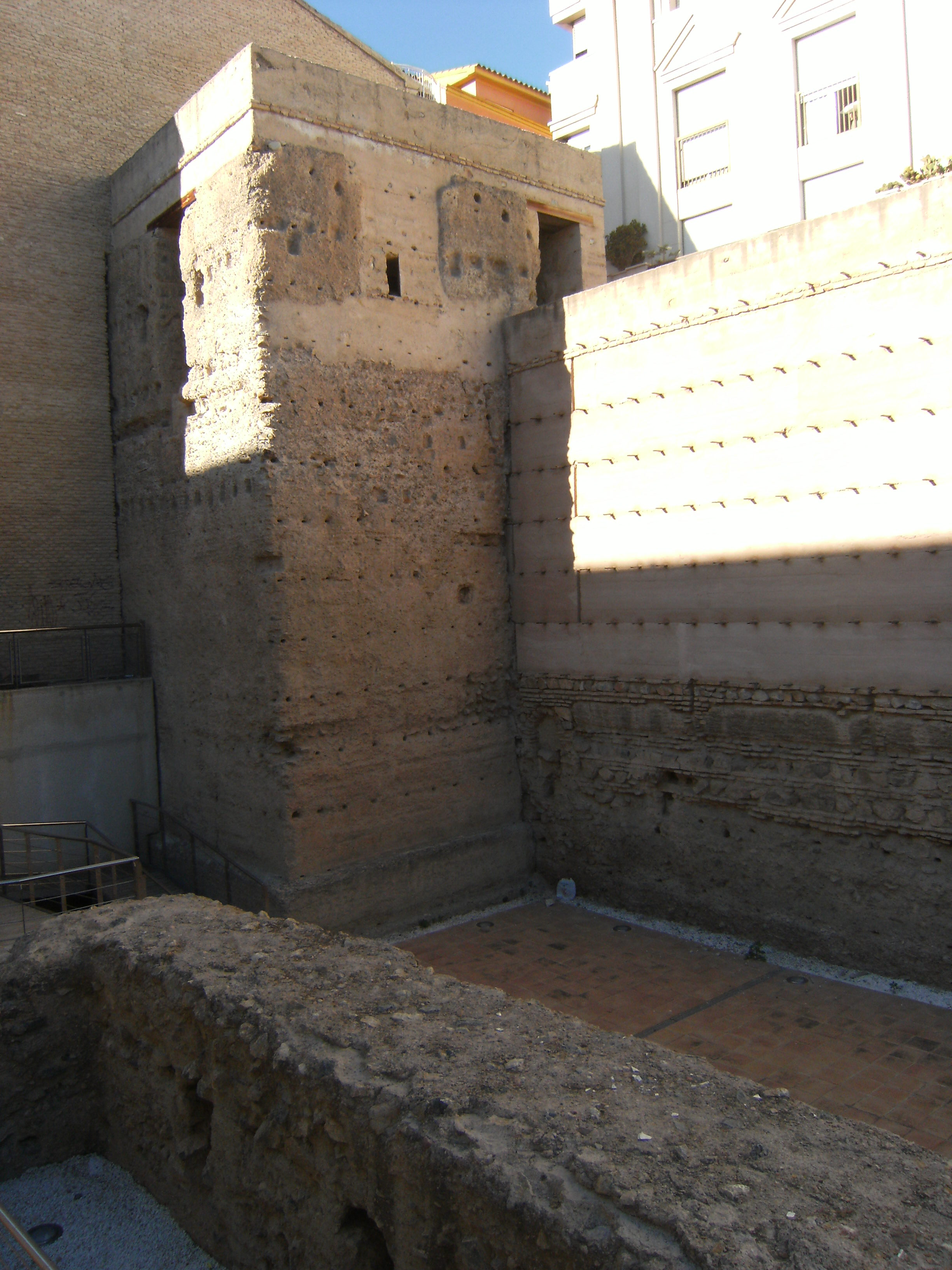
Revellín, muralla y torre de Verónicas

Los lienzos de este sistema defensivo nunca fueron de sillería, sino que eran de tapial de hormigón en la parte inferior, realizado a base de argamasa y encofrado, y calicastrado en la parte superior.
En 1165 un primer sitio por parte de los almohades fue rechazado gracias a estas murallas.
En el 1171, Ibn Mardanis se retiró a Murcia ante la fuerte ofensiva almohade que había liquidado todo su reino, el sitio fue duro, pero el fin del mismo sólo llegó cuando en 1172 murió el monarca y su hijo Hilal se rindió bajo consejo paterno para continuar como gobernador de la ciudad. El sistema defensivo impidió una toma de Murcia por la fuerza y su consiguiente destrucción. 
Así mismo, cuando años después entraron por vez primera tropas cristianas a la ciudad fue a través de un pacto, el Tratado de Alcaraz de 1243, por el que el rey taifa Ibn Hud al-Dawla se declaraba vasallo de Fernando III de Castilla y la ciudad y su reino se convirtieron en un protectorado. 
También fue a través de una rendición pactada cuando en 1266, tras la revuelta mudéjar de 1264, Murcia pasó finalmente a control cristiano, entrando Jaime I de Aragón con sus tropas en nombre de Alfonso X de Castilla a través de la llamada puerta de las Siete Puertas (actual Centro de Interpretación Madina Mursiya).
La muralla en época cristiano-medieval
Tras la conquista castellana el sistema defensivo árabe se mantuvo en uso al ser el nuevo reino de Murcia cristiano una tierra de frontera entre el reino de Granada (árabe), el reino de Valencia (perteneciente a la corona de Aragón) y un mar Mediterráneo inseguro por la presencia de corsarios de Berbería.
Al mantenerse en uso fue objeto de reparaciones periódicas, tal es el caso de la monumental puerta en recodo que se levantó a comienzos del siglo XV en Santa Eulalia (visitable también dentro del centro de interpretación).
Fue en esta época (siglo XIV) cuando el cronista Ramón Muntaner escribió grandiosas palabras sobre la muralla de Murcia y la ciudad:

Ciudad muy noble y honrada y muy fuerte, casi la mejor amurallada que haya en el mundo.

La muralla en la Edad Moderna y Contemporánea
En el 1488, los Reyes Católicos visitaron la ciudad (entrando por la puerta del Azoque o del Zoco), en ese mismo año se lanzó la ofensiva militar contra la parte oriental del Reino de Granada que terminó con la peligrosa frontera. Murcia y su reino dejaron de ser fronterizos mientras que la muralla perdía su funcionalidad. De hecho, pasó a convertirse en un impedimento para el desarrollo urbano, sobre todo en épocas de expansión para la ciudad como el siglo XVI y comienzos del siglo XVII. 
Aun así, todavía en esta época, Francisco Cascales escribió sobre la muralla de Murcia:

Muy alta y muy fuerte, hermosa, con muchos torreones, levantada para defensa de ataques enemigos, protección de riadas y epidemias.

Sin embargo, por aquellos años era evidente el comienzo de su desaparición. El palacio del Almudí, edificado en 1629, antiguo pósito municipal, se levantó sobre una parte de la muralla utilizándola como soporte para su construcción. También la ermita del Pilar, realizada en la misma época, usó uno de los lienzos de la muralla como muro de carga.
Los elementos de la muralla que más permanecieron fueron las puertas, algunas de ellas reformadas en época posterior convertidas en simples arcos, que poco a poco fueron derribándose, muchas ya en el siglo XVIII, como la Puerta Nueva, la Puerta del Mercado o la Puerta del Porcel. Otras fueron derribadas ya dentro del siglo XIX, como la Puerta de Santa Eulalia (en 1803 -sobre la que se encuentra hoy el centro de interpretación de la muralla árabe), la Puerta de Vidrieros (en 1863), siendo el último conservado el arco de la Aduana o de Verónicas, que fue derribado en 1930.
De la muralla del arrabal, que también disponía de puertas y portillos, se conserva hoy el reconstruido arco de la Aurora, que se corresponde con el que fue portillo de las Menoretas.
La recuperación arqueológica de la muralla en la segunda mitad del siglo XX
A partir de los años 60 del siglo XX, sucesivas excavaciones arqueológicas pusieron al descubierto los restos de la Muralla Árabe de Murcia. Tal es el caso de la excavación que en 1963 puso al descubierto el complejo defensivo de la plaza de Santa Eulalia, donde se levantó posteriormente el Museo de la Muralla Árabe. Espacio que a principios de los 90 se clausuró, hasta que tras una profunda reforma se inauguró (ya en el siglo XXI) el centro de interpretación de la muralla árabe de Santa Eulalia, que tras unas obras de ampliación en 2024 se renombró como Centro de Interpretación Madina Mursiya.
Otros tramos de la muralla, ya sean al aire libre o en el sótano de edificaciones, han sido descubiertos y recuperados a lo largo de las últimas décadas.

## Tramos recuperados de la Muralla Árabe
Los más importantes son:

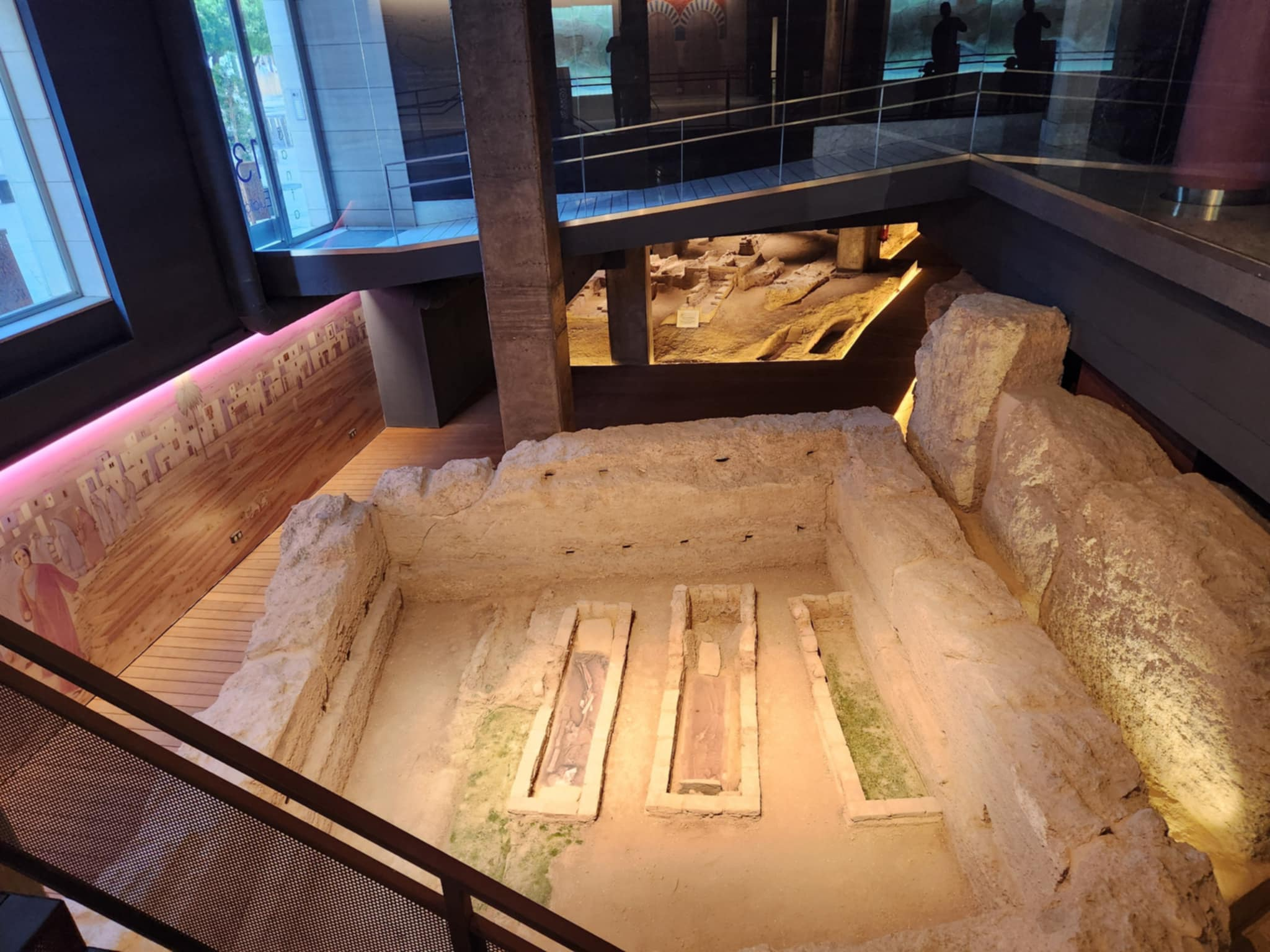
Restos del cementerio islámico situado en el interior del Centro de Interpretación Madina Mursiya.

- Centro de Interpretación Madina Mursiya:

Nuevo espacio expositivo de innovador diseño que supone una ampliación del anterior centro de interpretación. En él se muestra una breve introducción de la historia de la Murcia musulmana con audiovisuales y maquetas, sobre todo de los devenires de su magnífica muralla, y también permite la visita de los restos arqueológicos que se descubrieron en 1963 en la plaza de Santa Eulalia.
El centro alberga en su interior un tramo del sistema defensivo andalusí del siglo XII, los restos de la puerta de Santa Eulalia (también llamada de las Siete Puertas o puerta del Rabal), que posee una curiosa disposición propia de las murallas islámicas (la tradición sitúa en ella la entrada de Jaime I de Aragón el 2 de febrero de 1266) además de la reforma que vivió a principios del siglo XV para construir una puerta en recodo de ladrillo blanco de tipo monumental. También incluye un extenso cementerio musulmán con numerosos tipos de enterramientos desde finales del siglo IX al siglo XII. 
Este espacio abarca un total de 1600 m², con un recorrido subterráneo de 160 metros de longitud.
- Muralla de Verónicas:

Importante tramo de muralla al aire libre que se encontraba en el interior del antiguo convento de Verónicas (siglo XVIII), que tras demoler el conjunto a excepción de la iglesia en 1985 puso al descubierto uno de los mayores tramos conservados de la ciudad, tanto en altura como extensión. La muralla de Verónicas consta del revellín, el paseo de ronda o barbacana, y la muralla principal con dos torres, una de ellas prácticamente completa y parcialmente empotrada en la iglesia de Verónicas, lo que evidencia la reutilización que sufríó el complejo.
En este yacimiento se pueden apreciar reparaciones realizadas en la muralla durante la etapa cristiana, diversos refuerzos de sillería y ladrillos, materiales distintos a la argamasa y tapial empleados en la etapa árabe.
- Cafetería La Muralla:

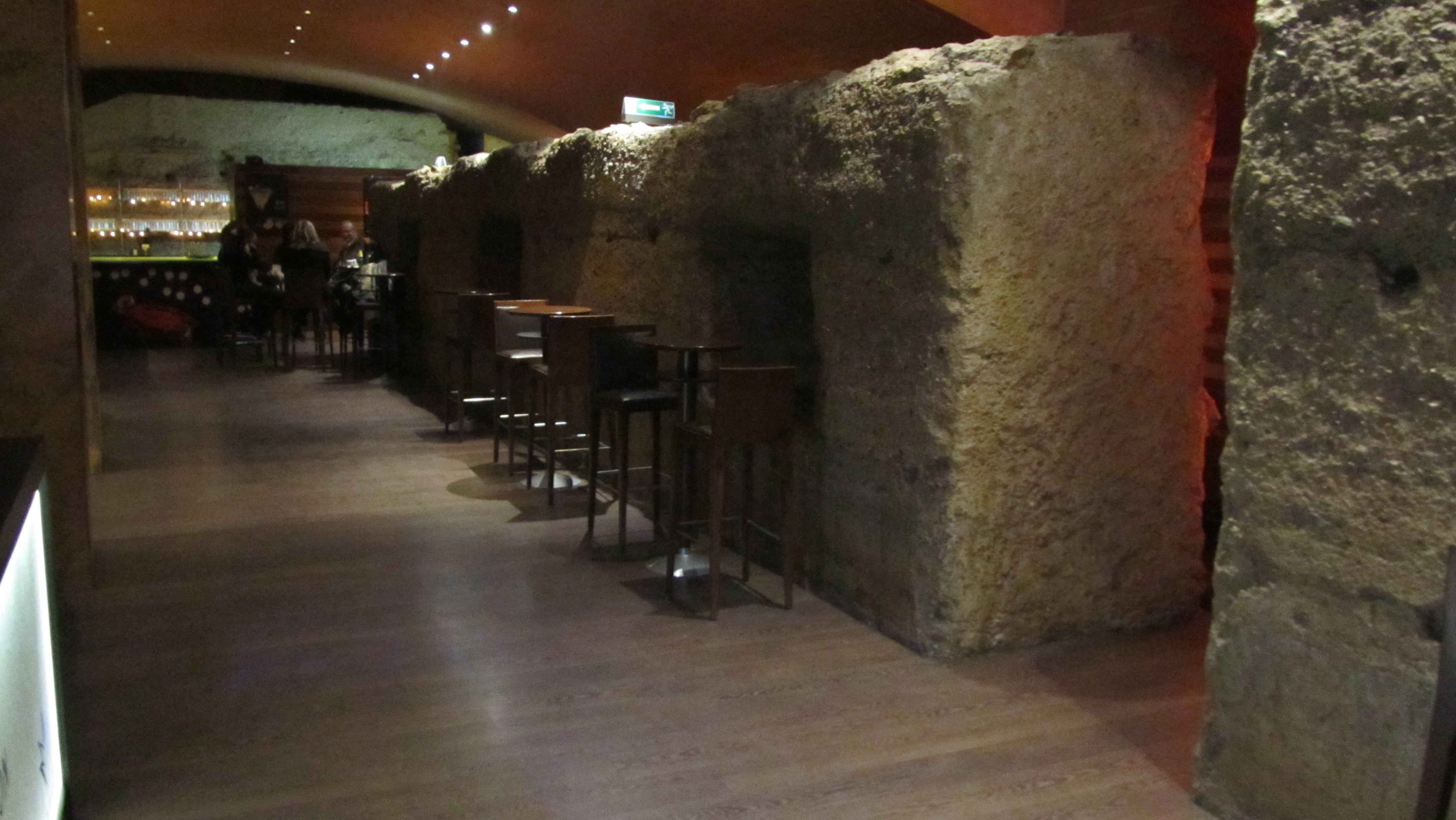
Revellín conservado en la Cafetería La Muralla.

Dentro de la cafetería La Muralla, situada en los sótanos del tradicional hotel Rincón de Pepe, en la calle Cánovas del Castillo (antiguamente denominada val de San Juan al discurrir por ella el foso de la muralla, también denominado val de la Lluvia), se conserva uno de los tramos más largos de revellín del sistema defensivo andalusí. 
Este yacimiento tiene la peculiaridad de poder disfrutar de una actividad de ocio junto a los muros de la cerca medieval. Aquí se aprecian a la perfección las oquedades que disponía el mencionado revellín, similares a las saeteras, pensadas para repeler ataques enemigos.
- Muralla de la calle Sagasta:

Yacimiento que deja al descubierto un pequeño tramo del sistema defensivo árabe, concretamente de la antemuralla o revellín, el paseo de ronda y la cerca principal, mostrando la base y primeros metros de lo que parece una torre. A los 12 metros de muralla que pueden verse al aire libre se unen otros 28 metros situados en los bajos del edificio contiguo, en un espacio expositivo de 270 metros cuadrados. La calle Sagasta correspondía igualmente al foso de la muralla, también llamado val de la Lluvia. 
La peculiaridad de este tramo es que no separaba a la medina del exterior de la ciudad sino que al otro lado se encontraba el arrabal de la Arrixaca, actuales barrios de San Andrés, San Antolín y San Miguel.
- Muralla del parking de la Glorieta:

En la segunda planta del aparcamiento construido en el subsuelo de la plaza de La Glorieta se encuentra un tramo de la muralla islámica de 24 metros de longitud, compuesto por un bastión o baluarte defensivo de planta rectangular con un lienzo de antemuralla a cada lado. Formado por un tapial de hormigón de cal, constituía parte del sector meridional de la defensa de la ciudad, el más próximo al río Segura, ubicándose en sus proximidades la denominada puerta del Sol, demolida en el siglo XIX y que daba acceso a uno de los ejes principales de la ciudad islámica.
- Otros tramos:

Otros tramos destacables son los que se encuentran dentro de edificios oficiales u otros, como las murallas de los sótanos del Palacio de la Inquisición -actual Colegio de Arquitectos- (calle Jara Carrillo), en el interior del Palacio del Almudí, en los sótanos del edificio del Contraste del Museo de Bellas Artes de Murcia, o en los bajos del edificio situado en la esquina entre la calle Sagasta y Santa Teresa, yacimiento visible desde la calle, donde hay restos de antemuralla, la barbacana o camino de ronda y el foso o val de la Lluvia, abovedado en el siglo XVIII. 
En el lateral de la Ermita del Pilar se encuentra un lienzo de muralla, reutilizado como pared de la propia ermita, construida en 1681. En la calle del Pilar se levantaba la puerta de Vidrieros, por donde hizo su entrada Carlos I de España y V de Alemania en su visita a la ciudad en 1541. Tras su derribo en 1863, se recolocaron elementos decorativos de la puerta en la fachada principal de la ermita.